# André Storelli
André Marie Jacques Louis Ferdinand Storelli (* 21. Januar 1911 in Cour-Cheverny, Département Loir-et-Cher; † 19. April 2007) war ein französischer Admiral (Amiral) der Marine, der unter anderem zuletzt zwischen 1970 und 1972 Chef des Generalstabes des Marine (Chef d’état-major de la Marine) war.

## Leben
Storelli begann nach dem Schulbesuch 1930 seine Offiziersausbildung an der Marineschule (École Navale), die er von 1932 bis 1933 auf dem Schulschiff Jeanne d’Arc abschloss. 1932 wurde er zum Leutnant zur See (Enseigne de vaisseau de deuxième classe) sowie 1934 zum Oberleutnant zur See (Enseigne de vaisseau de première classe) befördert. Im Anschluss fand er zwischen 1934 und 1939 Verwendung als Offizier auf den Schiffen Diana, Le Béarn, Kersaint, Vautour, Gerfaut sowie Maillé-Brézé. Zu Beginn des Zweiten Weltkriegs nahm er von 1939 bis 1940 an Bord des Leichten Kreuzers Émile Bertin sowie zuletzt des Leichten Kreuzers Montcalm an Marineeinsätzen vor Norwegen teil. Nach seiner Beförderung zum Kapitänleutnant (Lieutenant de Vaisseau) wurde er im Mai 1940 Offizier auf dem Zerstörer Aigle sowie im Anschluss im August 1942 auf der La Bayonnaise. Im August 1943 wechselte er in den Marinenachrichtendienst, ehe er zum Kriegsende im April 1945 Kommandant des Geleitschiffs Sabre wurde.
Im Dezember 1946 wurde Storelli zum Korvettenkapitän (Capitaine de Corvette) befördert und versah in der Folgezeit Landdienst im Militärhafen Toulon, dem Hauptquartier der Mittelmeerflotte. Nach seiner Beförderung zum Fregattenkapitän (Capitaine de Frégate) im August 1951 war er unter anderem Kommandant des Aviso La Grandière sowie nach seiner Beförderung zum Kapitän zur See (Capitaine de Vaisseau) 1957 zwischen 1961 und 1963 Kommandant des Schulschiffs Jeanne d’Arc.
1964 wurde Storelli Flottillenadmiral (Contre-amiral) befördert und fungierte zunächst als stellvertretender Chef des Generalstabes der Marine sowie danach als Kommandeur der Marinefliegerverbände im Pazifik auf dem Flugzeugträger Foch, ehe er 1967 Kommandeur der U-Boot-Verbände wurde. Nach seiner Beförderung zum Konteradmiral (Vice-amiral) 1968 wurde er als Nachfolger von Vizeadmiral Yves de Bazelaire stellvertretender Chef des Generalstabes der Marine (Major général de la Marine) und wurde als solcher im März 1970 zum Vizeadmiral (Vice-amiral d’escadre) befördert.
Am 1. Mai 1970 übernahm Storelli als Nachfolger von Admiral André Patou den Posten als Chef des Generalstabes des Marine (Chef d’état-major de la Marine) und bekleidete diesen bis zu seinem Ausscheiden aus dem aktiven Dienst am 1. Februar 1972, woraufhin Admiral Marc de Joybert seine Nachfolge antrat. Im Juli 1970 wurde er ebenfalls zum Admiral (Amiral) befördert. Er war unter anderem Großoffizier der Ehrenlegion.
Aus der Ehe mit Bernadette d’Irumberry de Salaberry, einer Tochter von Bernard Comte d’Irumberry de Salaberry, gingen drei Kinder hervor.